# Michael Schultz (marchand d'art)
Pour les articles homonymes, voir Michael Schultz (homonymie).
Michael Schultz, né le 4 novembre 1951 à Freudenstadt/Forêt-Noire , mort le 28 décembre 2021 à Berlin, est un galeriste allemand actif sur le marché international de l'art.

## Biographie
Michael Schultz a étudié la musique et les études théâtrales à la Freie Universität Berlin de 1974 à 1978. Il a été rédacteur en chef du KUNST Magazine de Berlin, puis directeur de la galerie Michael Wewerka à Berlin. En 1986, il a fondé la Galerie Michael Schultz à Berlin-Charlottenburg, dans la Mommsenstraße, non loin du Kurfürstendamm. Avec la galerie schultz contemporary, ouverte en 2005, il a mis l'accent sur l'art contemporain jeune d'Europe, d'Amérique et d'Asie. En 2006, il a ouvert une dépendance à Séoul et en 2007, il a ajouté une autre succursale à Pékin, grâce à laquelle il a servi le marché de l'art asiatique avec de l'art européen et américain. Il a réalisé entre autres des expositions de Sigmar Polke, Jörg Immendorff, Georg Baselitz, Markus Lüpertz, Andy Warhol, James Rosenquist, Keith Haring, Robert Rauschenberg et Frank Stella.
Michael Schultz a été membre du comité d'admission de Art Cologne de 1985 à 2007. De 2005 à 2011, il a été membre du comité de la KIAF à Séoul/Corée et est devenu, en 2007, membre du comité de sélection de la Art Fair 21 à Cologne ainsi que conseiller de la foire Munich Contempo. En 2012, Contemporary Istanbul l'a intégré dans son Advisory Board. Plusieurs galeries étrangères, comme Leo König ou Pace Wildenstein de New York, Hyundai Gallery (Séoul/Corée), Sanatorium Gallery à Istanbul et Lelong (Paris) ont coopéré avec Michael Schultz. Il a également travaillé en étroite collaboration avec des musées et des biennales internationales : entre autres la Biennale de Venise, le Today Art Museum et le World Art Museum à Pékin, le Gwangju Museum of Art, le National Museum of Contemporary Art Seoul|National Museum of Contemporary Art à Séoul ainsi que le Museum of Modern Art, New York, la Art Gallery of Ontario à Toronto (Canada) et le J. Paul Getty Museum à Los Angeles. Il a également réussi à ancrer Gerhard Richter en Corée, dont il servait le marché avec les peintures de Richter, et A. R. Penck là-bas au niveau institutionnel. Schultz a ainsi organisé les deux premières expositions muséales en Corée au National Museum of Modern and Contemporary Art, Gwacheon, et leur a assuré une présence dans le cadre de la Gwangju Biennale.
De même, Schultz fut l'une des rares galeries à consacrer des expositions individuelles à Richter et à le vendre activement. Il a également montré pour la première fois Sigmar Polke et Joseph Beuys à Pékin. En 2004-2005, il a été professeur invité à l'université nationale de Séoul et à l'université ChoSun de Gwangju. En raison de ses activités en Corée, la ville de Gwangju l'a nommé citoyen d'honneur le 24 février 2008.
La Galerie Michael Schultz GmbH & Co.KG a été dissoute le 7 novembre 2019 en raison de l'ouverture d'une procédure d'insolvabilité.
Schultz est décédé fin décembre 2021 à l'âge de 70 ans, après une courte et grave maladie. Il laisse derrière lui deux enfants.

## Galerie
Il a ouvert la maison en 1986 avec une exposition individuelle de Le Corbusier. Dans les années qui suivirent, il organisa d'autres expositions d'artistes berlinois, comme avec Natascha Mann, Wolf Vostell, Georg Baselitz et Manfred-Michael Sackmann. Dans les années 1980, il expose la peinture américaine du Pop Art, comme Roy Lichtenstein, Robert Indiana, James Rosenquist, Mel Ramos ou Andy Warhol. Schultz commercialise l'édition S. M. S. de William Copley. Au début des années 1990, la galerie a pris en charge la représentation principale de A.R. Penck. Également depuis les années 1990, Schultz a représenté les artistes Cornelia Schleime et Helge Leiberg. C'est à cette époque qu'il a commencé à travailler avec Georg Baselitz, Markus Lüpertz et Sigmar Polke, dont il a présenté de nombreuses expositions. Des œuvres d'élèves de la classe de Baselitz ont été exposées à intervalles réguliers, notamment celles de SEO et de Norbert Bisky, que Schultz a fait connaître très tôt.
Il a également mis l'accent sur la présentation d'artistes berlinois, tels que les représentants des Neue Wilden, dont Bernd Zimmer, Rainer Fetting ou Luciano Castelli. Il a également consacré des expositions à Wolfgang Petrick, Eva und Adele, Wolfgang Joop ou à des artistes plus jeunes comme Bernd Kirschner, Maik Wolf, Sultan Adler, Joel Morrison et Jochen Proehl. Chaque exposition était accompagnée d'un catalogue grand format avec des contributions d'historiens de l'art renommés. De nombreux artistes coréens et chinois ont également été représentés.
La galerie a régulièrement participé à de nombreuses foires d'art, comme l'Armory Show (New York), Art Miami, Art Cologne, Vienna Contemporary, Istanbul Contemporary et ABC Art Berlin Contemporary.

## Publications
La galerie Schultz a publié plus de 200 catalogues d'artistes et catalogues d'exposition, dont :
- Michael Schultz, German Idealism and Eastern Teachings. Basics of the Œuvre of Joseph Beuys. In : Everyone is an Artist, Gwangju 2011 (catalogue de l'exposition à Gwangju du 25 août au 6 novembre 2011).
- Michael Schultz (éd.) : SEO. Cosmos personnel. Livre-catalogue de l'exposition à Venise. Biennale du 4 juin au 27 novembre 2011. Munich : Hirmer 2011.  (ISBN 978-3-7774-4111-5).
- Michael Schultz / Arie de Knecht (éd.) : Amador, Norbert Bisky, Burkhard Held, Jörg Immendorff, Stephan Kaluza, Katrin Kampmann, Helge Leiberg, Huang Min, Römer + Römer, Cornelia Schleime, SEO, etc. a. Sur le chemin de la lumière" - Collection de Knecht. Berlin 2007.  (ISBN 978-3-939983-14-9)
- Michael Schultz (éd.) : A.R. Penck. Nouveaux travaux. Berlin 2007.  (ISBN 3-939983-13-6)
- Michael Schultz (éd.) : Robert Rauschenberg. selected works 1974-1999. Berlin 2007,  (ISBN 3-939983-06-3).
- Michael Schultz (éd.) : Norbert Bisky. Schlachteplatte. Berlin 2003.
- Michael Schultz (éd.) : A.R. Penck. Variations sur un thème. Berlin 2002.
- Michael Schultz (éd.) : Amador. Emersions. Berlin 2002.
- Michael Schultz (éd.) : Luciano Castelli. Travaux des années 1979 à 1999. Berlin 2001.
- Michael Schultz (éd.) : Markus Lüpertz. Peintures des années 1994-1999. Berlin 2000
- Michael Schultz (éd.) : A.R. Penck. Dogme et dialectique. Berlin 1999.
- Michael Schultz (éd.) : Amador. Février-mars 1995. Berlin 1995.

## Liens Web
- From Baku to Berlin. Entretien avec Michael Schultz dans sleek magazine for art and fashion, printemps 2015
- Discussion sur le marché de l'art mondial avec Michael Schultz sur la SWR du 9 mars 2015.
- Le galeriste Schultz à propos du conseiller en art emprisonné. « Achenbach est un maître de la vieille école" dans Monopol du 23 juillet 2014.
- Entretien avec Michael Schultz dans le Berliner Zeitung du 13 mai 2011.